# Tore Renberg
Tore Renberg (født 3. august 1972 i Stavanger) er en metamodernistisk, norsk forfatter.

## Biografi
Tore Renberg har studeret filosofi og litteraturvidenskab ved Universitetet i Bergen, hvor han skrev mellemfagsopgave om navneproblematikken i Marcel Prousts roman På sporet af den tabte tid. Han har arbejdet som litteraturkritiker og essayist i aviser og tidsskrifter, bl.a. i Vinduet, Vagant, Kritikkjournalen, Dagens Nyheter, Dagbladet (Norge) og Stavanger Aftenblad. Han har også været en aktiv litteraturformidler som redaktør af tv-programmet Leseforeningen (1998 og 1999) på NRK2. I 2008 stiftede han, sammen med André Nesse, hjemmesiden Bokelskere.no.
Som forfatter har Renberg skrevet romaner, noveller, børnebøger, kortprosa, tegneserier, dramatik og manuskripter til film.
Renbergs bøger er oversat til 11 sprog, og flere er  filmatiseret.
Tore Renberg optræder som romanfigur i Karl Ove Knausgårds roman Min Kamp.

## Filmmanuskripter
- Alt for Egil (2004)
- Edderkoppfesten (2006)
- Mannen som elsket Yngve (2008)
- Jeg reiser alene (2011)

## Hæder

### Priser
- 1995 Tarjei Vesaas' debutantpris for Sovende floke
- 1996 Tidenprisen
- 1998 Henrik Steffens stipend, Tyskland
- 2004 Siddisprisen
- 2005 P2-lytternes romanpris for Kompani Orheim
- 2008 Bokhandlerprisen for Charlotte Isabel Hansen
- 2008 Stavanger kommunes kulturpris
- 2010 Kultur- og kirkedepartementets billedbokpris for barne- og ungdomslitteratur for Gi gass, Ine (sammen med Øyvind Torseter)
- 2014 Stavanger Aftenblads kulturpris
- 2016 Målblomen fra Oslo Mållag for Du er så lys
- 2020 Bokhandlerprisen for Tollak til Ingeborg
- 2020 Nynorsk litteraturpris for Tollak til Ingeborg
- 2021 Rogaland fylkes kulturpris[3]
- 2021 Ordknappen for Tollak til Ingeborg

### Nomineringer
- 2005 Brageprisen for Kompani Orheim
- 2005 Ungdommens kritikerpris for Kompani Orheim
- 2005 Dagbladets kåring av årets roman
- 2008 Filmen Mannen som elsket Yngve nomineret til Nordisk Råds Filmpris
- 2009 Kanonprisen 2008 i klassen beste manus for Mannen som elsket Yngve
- 2010 Norsk litteraturkritikerlags barnebokpris for Gi gass, Ine (sammen med Øyvind Torseter)
- 2013 Bokhandlerprisen for Vi ses i morgen
- 2013 Norsk litteraturkritikerlags barnebokpris for Vaffelmøkk (sammen med Øyvind Torseter)
- 2014 Bokhandlerprisen for Angrep fra alle kanter
- 2016 Bokbloggerprisen for Du er så lys
- 2020 Bokbloggerprisen for Tollak til Ingeborg